# Keenan Evans
Keenan Evans (Richardson, Texas, 23 de agosto de 1996) es un baloncestista estadounidense que pertenece a la plantilla del Olympiacos BC de la A1 Ethniki griega. Con 1,91 metros de estatura, juega en la posición de base.

## Trayectoria deportiva

### Primeros años
Jugó durante su etapa de instituto en el Lloyd V. Berkner High School de su ciudad natal, Richardson, donde en su última temporada promedió 21 puntos, 6,1 rebotes y 6,0 asistencias por partido. Al acabar los cuatro años se comprometió para jugar a las órdenes de Tubby Smith en la Universidad Tecnológica de Texas.

### Universidad
Jugó cuatro temporadas con los Red Raiders de la Universidad Tecnológica de Texas, en las que promedió 12,0 puntos, 2,7 rebotes, 2,6 asistencias y 1,0 robos de balón por partido. En su última temporada fue incluido en el mejor quinteto de la Big 12 Conference, mientras que en 2017 apareció en el tercer equipo. En 2018 fue elegido además en el segundo quinteto All-America consensuado.

#### Estadísticas
| Año     | Equipo     | PJ  | PT | MPP  | %TC  | %3P  | %TL  | RPP | APP | ROB | TPP | PPP  |
| ------- | ---------- | --- | -- | ---- | ---- | ---- | ---- | --- | --- | --- | --- | ---- |
| 2014–15 | Texas Tech | 32  | 3  | 18.2 | .369 | .302 | .716 | 2.0 | 1.4 | .8  | .3  | 5.8  |
| 2015–16 | Texas Tech | 32  | 31 | 25.1 | .412 | .375 | .756 | 2.9 | 2.9 | 1.0 | .3  | 8.7  |
| 2016–17 | Texas Tech | 31  | 30 | 30.4 | .464 | .432 | .849 | 2.8 | 3.0 | 1.0 | .2  | 15.4 |
| 2017–18 | Texas Tech | 36  | 35 | 29.5 | .471 | .320 | .817 | 3.0 | 3.2 | 1.1 | .3  | 17.6 |
| Total   | Total      | 131 | 99 | 25.9 | .444 | .320 | .797 | 2.7 | 2.6 | 1.0 | .3  | 12.0 |

### Profesional
Tras no ser elegido en el Draft de la NBA de 2018, firmó para jugar las Ligas de Verano de la NBA con los Golden State Warriors, pero finalmente no lo hizo. El 8 de julio firmó contrato dual con los Detroit Pistons y su filial de la G League, los Grand Rapids Drive.
En verano de 2020, firmó por el Hapoel Haifa B.C., recién ascendido a la Ligat Winner israelí para disputar la temporada 2020-21.
El 6 de julio de 2021, regresa al Maccabi Tel Aviv B.C. de la Ligat Winner.
El 10 de julio de 2022 aceptó la oferta del Zalgiris Kaunas lituano.

### Redes sociales
- Keenan Evans en Instagram
- Keenan Evans en Facebook
- Keenan Evans en X (antes Twitter)

- Datos: Q48499409
- Multimedia: Keenan Evans / Q48499409